# Langue et langage
Langue et langage est une collection d'ouvrages de linguistique éditée par Larousse dans les années 1970. Dirigée par Jean Dubois, elle a notamment publié des livres d'auteurs francophones (comme Maurice Gross, Christian Metz, Robert-Léon Wagner, Pierre Guiraud, Tzvetan Todorov) ainsi que des traductions (John Lyons, ...).
Certains de ces ouvrages sont devenus des classiques[réf. souhaitée], comme Sémantique structurale de Greimas ou Rhétorique générale du Groupe µ.